# Aspalathus concava
Aspalathus concava är en ärtväxtart som beskrevs av Harry Bolus. Aspalathus concava ingår i släktet Aspalathus och familjen ärtväxter. Inga underarter finns listade i Catalogue of Life.